# Тирс

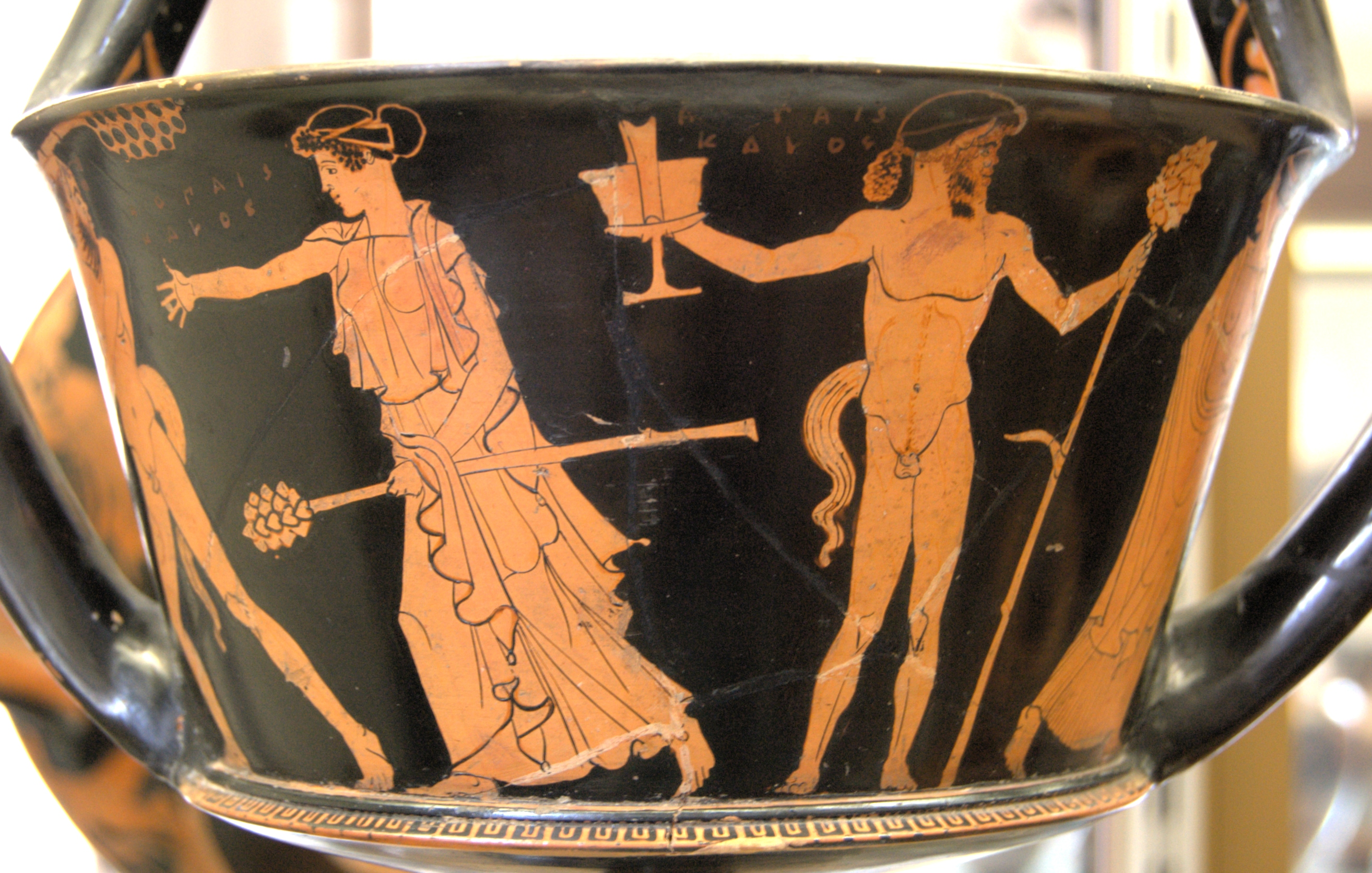
Сатир і менада з тирсами, червонофігурний кантарос, Кабінет медалей, Париж

Тирс (грец. θύρσος) — жезл Діоніса та його супутників. За легендою, тирс виготовляли зі стебла велетенського фенхеля, обвивали виноградним листям, плющем та увінчували шишкою пінії. Тирс був атрибутом давньогрецького бога Діоніса, а також його свити — сатирів та менад. Постійний атрибут діонісійських містерій, символ людського творчого начала.
Вперше слово засвідчено в комедії Кратіна «Діоніс-Олександр» (430 р. до н. е.).

## Інше
- Фірс (Θύρσος) — чоловіче ім'я, яке походить від візантійської вимови грец. θύρσος, дос. «тирс».